# Ernst Baumann (Musikerzieher)
Ernst Baumann (* 25. März 1907 in Oelsnitz/Erzgeb.; † 7. Oktober 1993) war ein deutscher Lehrer,  Musikerzieher und Komponist, der sich um die musikalische Kulturarbeit in Stadt und Kreis Freital bleibende Verdienste erwarb.

## Leben
Er stammte aus dem sächsischen Erzgebirge. Nach dem Schulbesuch ging Ernst Baumann zum Studium an das Konservatorium und anschließend an die Universität Leipzig. Danach war er als Lehrer und Musikerzieher in Mülsen-St. Niclas, Ziegelheim, Grumbach, Unkersdorf, Oberwartha, Pennrich, Braunsdorf, Wilsdruff und in seinem Geburtsort Oelsnitz tätig.
1950 gründete Ernst Baumann in Wilsdruff ein Volkskunstensemble mit Kinderchor und -musikgruppe sowie Bläsern. Kurze Zeit später wurde er mit dem Aufbau eines Volksmusikschule in Kesselsdorf beauftragt, deren Leitung er übernahm. Mit seinem Volkskunstensemble aus Wilsdruff erwarb er 1952 im Kreis Meißen beim Volkskunstausscheid den ersten Preis. Zwei Jahre später erfolgte die erfolgreiche Teilnahme bei den Dresdner Musiktagen. 1955 folgte die erste Rundfunkaufnahme in der Musikschule Wilsdruff.
Im benachbarten Braunsdorf leitete Ernst Baumann den 1946 gegründeten gemischten Volkschor.
1956 führte Ernst Baumann zu den Dresdner Musiktagen die Märchenoper Zwerg Nase von Georg Krietsch erstmals in der DDR auf. 1958 rief er im Auftrag der Stadt Wilsdruff das dortige Singspielsudio ins Leben, das er als Chorleiter bis zum Erreichen des Rentenalters 1972 leitete. Die Musik der 1960 uraufgeführten Stücks Die Schildbürger stammt von Ernst Baumann, das Libretto von Rudolf Kirsten.
Mehrere Jahre war Ernst Baumann auch Direktor der am 1. September 1956 in Freital gegründeten Volksmusikschule.
Besonders intensiv widmete er sich der Erkennung und Förderung von Talenten. Zu seinen Schülern zählen Sänger wie Heinz Hillmann, der Bassbariton Peter Olesch und der Bariton Peter Tschaplik.
Er hinterließ mehrere selbstkomponierte Lieder und Instrumentalstücke, darunter die Ländliche Kandate.

## Ehrungen
Die Gruppe Freital-Wilsdruff des Sonderverein der Züchter Deutscher Schautauben stiftete den Ernst-Baumann-Gedächtnispokal.